# MC Eiht
MC Eiht (* 22. Mai 1967, nach eigenen Angaben 1971, in Compton, Kalifornien; bürgerlich Aaron Tyler) ist ein US-amerikanischer Rapper und gilt als Vertreter der Genres Gangsta-Rap und Westcoast-Hip-Hop, sowie zu Beginn seiner Karriere des G-Funks. Er ist Teil der Gruppe Compton’s Most Wanted und auch als Tony Smallz bekannt. In dem Film Menace II Society spielte er die Figur des A-Wax.

## Leben
MC Eiht begann seine Karriere als Teil der Gruppe Compton’s Most Wanted, bei deren Aufstieg zu nationaler Bekanntheit er entscheidenden Anteil hatte. 1993 startete er seine Solokarriere zusammen mit dem Produzenten der Gruppe, DJ Slip, mit der Single Streiht Up Menace, die auf dem Soundtrack zum Film Menace II Society veröffentlicht wurde. In dem Film war MC Eiht auch als Schauspieler zu sehen. Als Folge des Erfolgs dieser Single wurde er von Epic Records unter Vertrag genommen. Dort erschien sein Debütalbum We Come Strapped, das zwar als MC Eiht Featuring CMW betitelt war, außer DJ Slip aber keine Arbeiten der Gruppenmitglieder beinhaltete. Das Album erreichte Platz 5 der Billboard 200. Jedoch konnten die beiden folgenden Alben, Death Threatz und Last Man Standing, diesen Erfolg nicht wiederholen, sodass sich Epic Records von ihm trennte. Allerdings dauerte es nicht lange, bis er bei Mack 10s Imprint von Priority Records, Hoo Bangin′ einen neuen Vertrag unterzeichnete. MC Eiht veröffentlichte nun praktisch jährlich neue Alben und widmete sich auch 1999 erneut der Schauspielerei, im Film Thicker Than Water, an der Seite von Ice Cube und Mack 10.
In dem Computerspiel Grand Theft Auto: San Andreas (2004) synchronisierte MC Eiht die Rolle des Ryder.

## Diskografie

### Alben
- 1994: We Come Strapped feat. CMW
- 1996: Death Threatz feat. CMW
- 1997: Last Man Standing
- 1999: Section 8
- 2000: N’ My Neighborhood
- 2001: Tha8t’z Gangsta
- 2002: Underground Hero
- 2003: Hood Arrest
- 2004: Smoke In Tha City (als Tony Smallz)
- 2004: The Pioneers (mit Spice 1)
- 2005: Veterans Day
- 2006: Affiliated
- 2006: Compton’s OG (mit CMW feat. Mr. Criminal & Stomer HPG)
- 2006: Keep It Gangsta (mit Spice 1)
- 2006: The New Season (mit Brotha Lynch Hung)
- 2007: Representin’
- 2009: All Starz and Strapz (Mixtape mit DJ Nik Bean)
- 2010: All Starz and Strapz Vol. II (Mixtape)
- 2017: Which Way Iz West

### Singles
- 1993: Streiht Up Menace
- 1994: Geez Make The Hood Go Round
- 1996: Thuggin’ It Up
- 1999: Automatic
- 2012: m.A.A.d. City (Kendrick Lamar feat. MC Eiht, DE: Gold, UK: Platin)